# Грансир, Самюэль
Самюэ́ль Гранси́р (фр. Samuel Grandsir; 14 августа 1996, Эврё, Франция) — французский футболист, полузащитник клуба «Кан».

## Клубная карьера
Грансир — воспитанник клубов «Эврё» и «Труа». С 2013 году для получения игровой практики Самюэль начал выступать за дублирующий состав клуба. 24 апреля 2016 года в матче против «Монпелье» он дебютировал в Лиге 1, за основной состав. По итогам сезона клуб вылетел в Лигу 2. 13 января 2017 года в поединке против «Аяччо» Самюэль забил свой первый гол за «Труа». По итогам сезона Грансир помог команде вернуться в элиту.
Летом 2018 года Самюэль перешёл в «Монако», подписав контракт на 5 лет.
20 января 2019 года Грансир отправился в аренду в «Страсбур» до конца сезона без права выкупа.
23 июля 2019 года Грансир отправился в аренду на один сезон в «Брест», вернувшийся в Лигу 1.
11 марта 2021 года Грансир перешёл в клуб MLS «Лос-Анджелес Гэлакси», подписав трёхлетний контракт (до конца 2023 года) с возможностью продления ещё на один год. В американской лиге он дебютировал 18 апреля в матче стартового тура сезона против «Интер Майами». 30 июля в матче против «Портленд Тимберс» он забил свой первый гол в MLS.
23 января 2023 года Грансир перешёл в клуб Лиги 2 «Гавр», подписав контракт до конца сезона 2022/23.

## Достижения
Командные
 «Гавр»
- Победитель Лиги 2: 2022/23